# Stonewood
Stonewood é uma cidade localizada no estado norte-americano de Virgínia Ocidental, no Condado de Harrison.

## Demografia
Segundo o censo norte-americano de 2000, a sua população era de 1815 habitantes.
Em 2006, foi estimada uma população de 1855, um aumento de 40 (2.2%).

## Geografia
De acordo com o United States Census Bureau tem uma área de
2,2 km², dos quais 2,2 km² cobertos por terra e 0,0 km² cobertos por água.

## Localidades na vizinhança
O diagrama seguinte representa as localidades num raio de 8 km ao redor de Stonewood.